# باربرا سكلتون
باربرا سكلتون (29 يناير 1916 - 27 يناير 1996) كاتبة بريطانية ، ابنة ضابط في الجيش ، أمضت أولى سنوات عمرها في الهند كانت على علاقة بالملك فاروق ملك مصر السابق توفيت نتيجة ورم في المخ في 79 من عمرها.